# 1418
1418 (MCDXVIII) var ett normalår som började en lördag i den julianska kalendern.

## Händelser

### April
- 22 april – Konciliet i Konstanz avslutas (inlett 1414).

### Maj
- 22 maj – I franska inbördeskriget mellan husen Armagnac och Burgund (1410-1419), lyckas burgunderna under Johan den orädde inta Paris.

## Födda
- Gabriel Biel, tysk filosof och teolog.
- Katarina Karlsdotter (Gumsehuvud), svensk riksföreståndargemål 1438–1440 och drottning av Sverige och Norge 1448–1450, gift med Karl Knutsson (Bonde).
- Jeonghui, koreansk drottning och regent.
- Isotta Nogarola, italiensk författare och feminist.

## Avlidna
- Peder (Mickelsen) Kruse, dansk ärkebiskop sedan 1410.
- Margareta av Sancerre, fransk vasall.